# Primers set concilis ecumènics

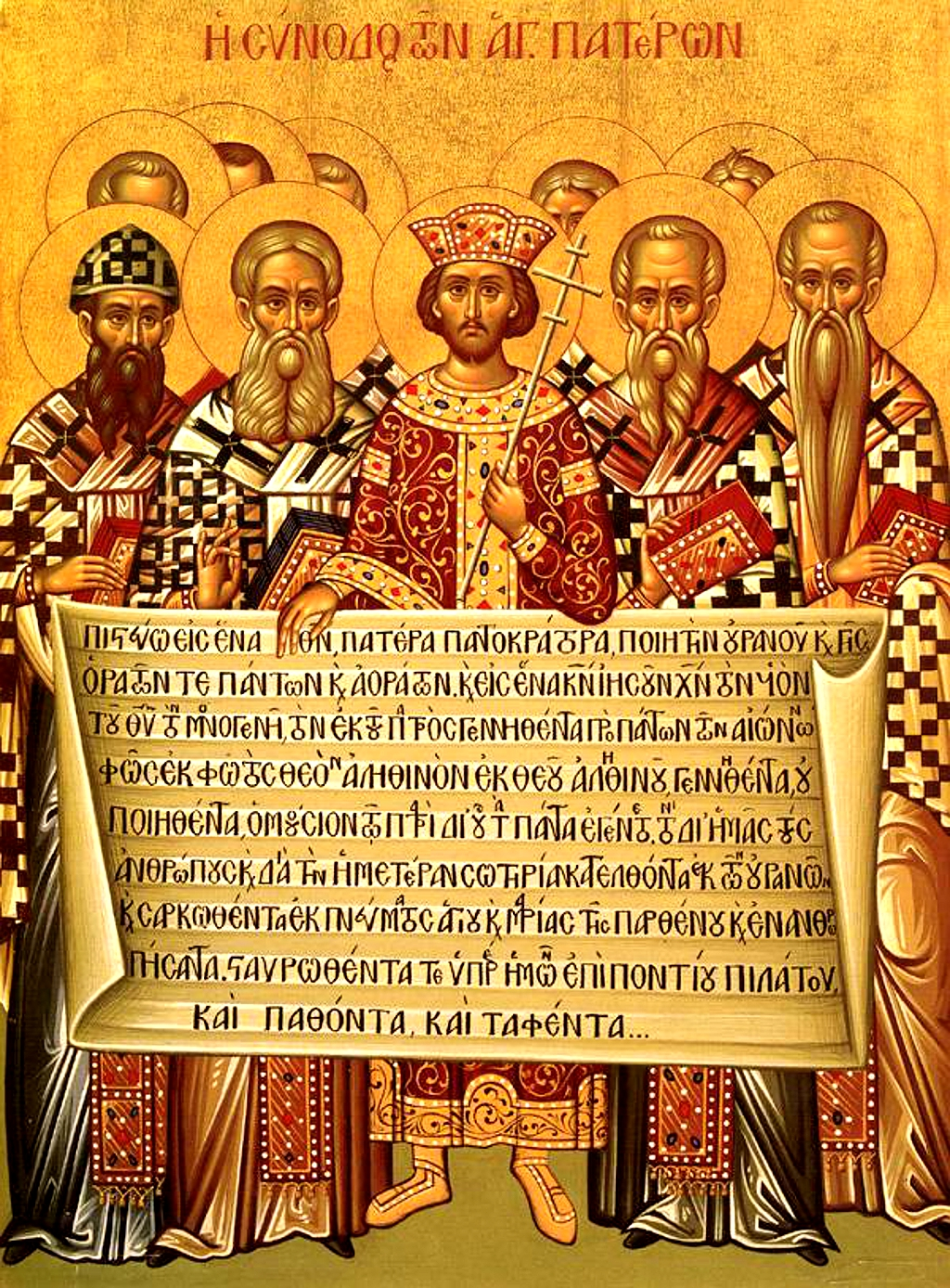
Icona representant l'Emperador Constantí (centre), acompanyat dels bisbes del Primer concili de Nicea (325), sostenint el Credo de Nicea del 381

En la història del cristianisme, els primers set concilis ecumènics inclouen: el Primer Concili de Nicea el 325, el Primer Concili de Constantinoble el 381, el Concili d'Efes el 431, el Concili de Calcedònia el 451, el Segon Concili de Constantinoble el 553, el Tercer Concili de Constantinoble del 680-681 i, finalment, el Segon Concili de Nicea el 787.
Aquests set esdeveniments van representar un intent dels líders de l'Església d'assolir un consens ortodox, restablir la pau i desenvolupar una cristiandat unificada. Els cristians ortodoxos orientals, els cristians ortodoxos orientals, l'Església de Pèrsia, els anglicans, els antics catòlics i els catòlics romans, recullen la legitimitat del seu clergat per la successió apostòlica fins a aquest període i més enllà, fins al període anterior referit paleocristianisme.
Aquesta era comença amb el Primer Concili de Nicea, que va enunciar el Credo de Nicea que, en la seva forma original i modificat pel Primer Concili de Constantinoble del 381, va ser vist per tots els concilis posteriors com la pedra de toc de l'ortodòxia sobre la doctrina de la Santíssima Trinitat.
L'Església Ortodoxa Oriental i l'Església Catòlica accepten els set concilis com a legítims concilis ecumènics. Les esglésies ortodoxes orientals només accepten els tres primers, mentre que l'Església de l'Est només accepta els dos primers. També hi ha un concili addicional (el Concili Quinisext), que es va celebrar entre els concilis ecumènics sisè i setè (el 692), i que va emetre normes organitzatives, litúrgiques i canòniques, però on no es va parlar de teologia. És acceptat com a ecumènic només per l'Església Ortodoxa Oriental, però els ortodoxos de l'Est no li dona cap nombre, sinó que el compten com a continuació del sisè concili. L'Església Catòlica no accepta el Concili Quinisext però considera que hi ha hagut molts concilis ecumènics després dels set primers.

## Els concilis
Aquest set concilis ecumènics són:
| Concili                          | Data                                          | Convocat per                                     | President                                                                                | Assistència (aprox.) | Temes |
| -------------------------------- | --------------------------------------------- | ------------------------------------------------ | ---------------------------------------------------------------------------------------- | -------------------- | --- |
| Primer Concili de Nicea          | 325 (del 20 de maig al 19 de juny)            | Emperador Constantí I el Gran                    | Osi de Còrdova (i l'emperador Constantí)                                                 | 318                  | L'arrianisme, la naturalesa de Crist, la celebració de la Pasqua (Setmana Santa), l'ordenació dels eunucs, la prohibició d'agenollar-se els diumenges i de la Setmana Santa a la Pentecosta, la validesa del bateig pels heretges, els cristians caducats, diversos assumptes. |
| Primer Concili de Constantinoble | 381 (maig-juliol)                             | Emperador Teodosi I el Gran                      | Timoteu d'Alexandria, Meleci d'Antioquia, Gregori de Nazianz i Nectari de Constantinoble | 150                  | Arrianisme, Apol·linarisme, Sabel·lianisme, Esperit Sant, successor de Meleti |
| Concili d'Efes                   | 431 (del 22 de juny al 31 de juliol)          | Emperador Teodosi II                             | Ciril I d'Alexandria                                                                     | 200–250              | Nestorianisme, theotokos, pelagianisme |
| Concili de Calcedònia            | 451 (del 8 d'octubre a l'1 de novembre)       | Emperor Marcià                                   | Un concili d'oficials governamentals i senadors, liderat pel patrici Anatoli             | 520                  | Les sentències emeses al Segon Concili d'Efes el 449, les presumptes infraccions del bisbe Dioscor d'Alexandria, la relació entre la divinitat i la humanitat de Crist, moltes disputes que involucren a bisbes i seus.                                                        |
| Segon Concili de Constantinoble  | 553 (5 de maig al 2 de juny)                  | Emperador Justinià I                             | Eutiqui de Constantinoble                                                                | 152                  | Nestorianisme Monofisisme |
| Tercer Concili de Constantinoble | 680-681 (del 7 de novembre al 16 de setembre) | Emperador Constantí IV                           | Patriarca Jordi I de Constantinoble                                                      | 300                  | Monotelisme, les voluntats humanes i divines de Jesús |
| Segon concili de Nicea           | 787 (September 24-October 23)                 | Constantí VI i l'Emperadriu Irene (com a regent) | Tarasi, Patriarca de Constantinoble, legats del papa Adrià I                             | 350                  | Iconoclàstia |

### Primer Concili de Nicea (325)

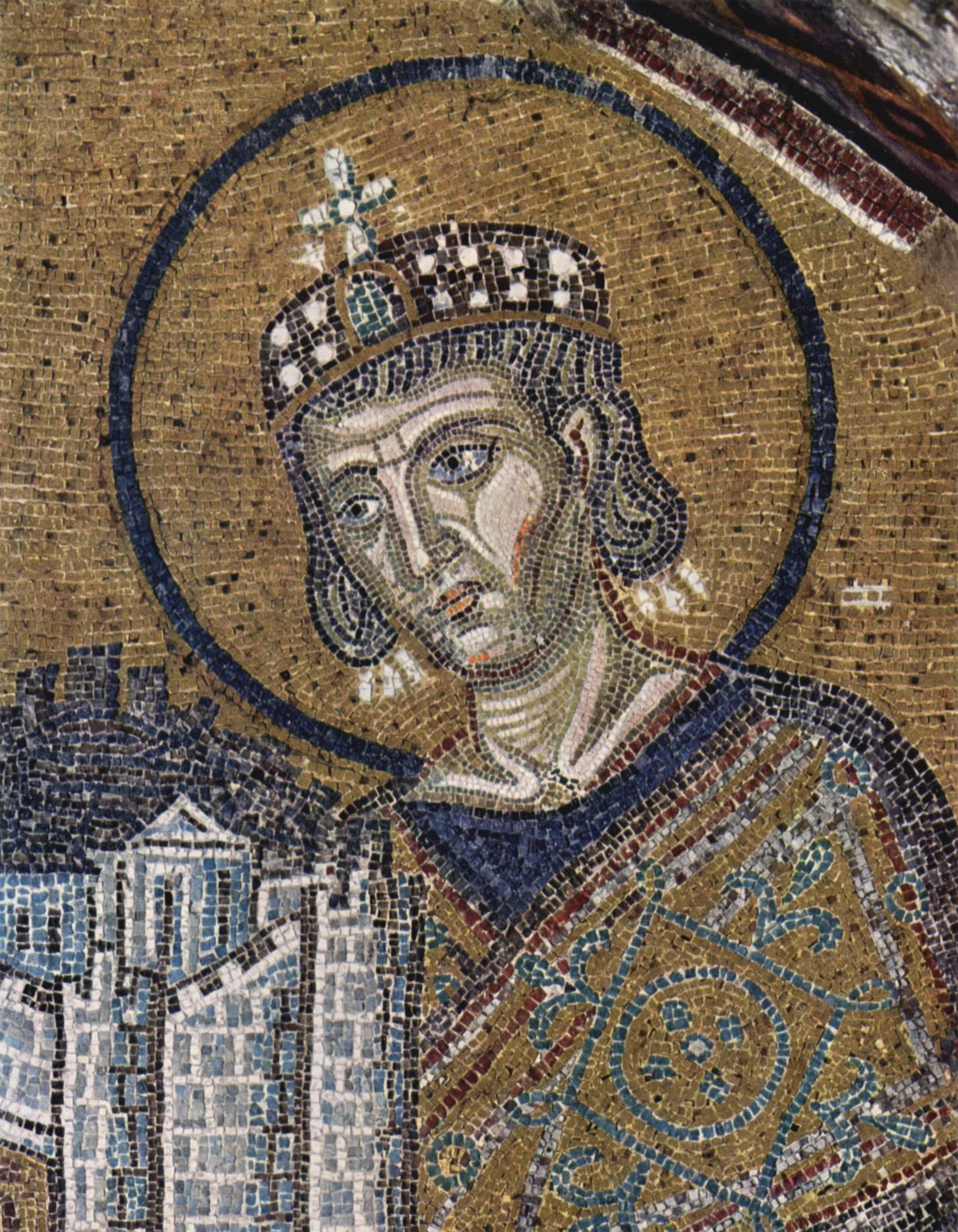
L'emperador Constantí presenta una representació de la ciutat de Constantinoble com a homenatge a una Maria entronitzada i al nen Jesús en aquest mosaic de l'església. Hagia Sophia, c. 1000).

L'emperador Constantí va convocar aquest concili per solucionar un tema controvertit, la relació entre Jesucrist i Déu Pare. L'emperador volia establir un acord universal sobre això. Van anar representants de tot l'imperi, subvencionats per l'emperador. Anteriorment a aquest concili, els bisbes portarien a terme concilis locals, com el Concili de Jerusalem, però no hi havia hagut un concili universal o ecumènic.
El concili va redactar un credo, el credo original de Nicea, que va rebre suport gairebé unànime. La descripció del concili del «Únic Fill Seu», Jesucrist, a partir de la mateixa substància amb Déu Pare ha esdevingut una pedra de toc del Trinitarisme cristià. El concili també va abordar el tema de la data de la Setmana Santa (vegeu controvèrsia de Pasqua), va reconèixer el dret de la Seu d'Alexandria a jurisdicció fora de la seva pròpia província (per analogia amb la jurisdicció exercida per Roma) i les prerrogatives de les esglésies d'Antioquia i les altres províncies i van aprovar el costum pel qual Jerusalem havia de ser honrada, però sense la dignitat metropolitana.
Els arrians es van oposar al concili, i Constantí va intentar reconciliar Arri, pel qual es denomina "arrianisme", amb l'Església. Fins i tot quan Arri va morir el 336, un any abans de la mort de Constantí, la controvèrsia va continuar, amb diversos grups separats defensant simpaties arrianes d'una manera o altra. El 359, un doble concili de bisbes orientals i occidentals va afirmar una fórmula que afirmava que el Pare i el Fill eren similars d'acord amb les Escriptures, la victòria coronadora de l'arrianisme. Els opositors de l'arrianisme es van reunir, i el primer concili de Constantinoble el 381 va marcar la victòria final de l'ortodòxia nicena dins de l'imperi, tot i que l'arrianisme s'havia estès per les tribus germàniques, entre les quals va desaparèixer progressivament després de la conversió dels francs al cristianisme 496.

#### Les comissions bíbliques constantinianes
El 331, Constantí I va encarregar a Eusebi que lliurés cinquanta Bíblies a l'Església de Constantinoble. Atanasi (Apol. Const. 4) va reclutar uns 340 escribes alexandrins perquè preparessin les Bíblies per Constant. Poc més se sap, encara que hi ha molta especulació. Per exemple, s'especula que això podria haver proporcionat motivacions per a la llista canònica, i que el Còdex Vaticanus i el Còdex Sinaiticus són exemples d'aquestes Bíblies. Juntament amb la Peixitta i el Còdex Alexandrinus, aquestes són les primeres Bíblies cristianes existents.

### Primer Concili de Constantinoble (381)

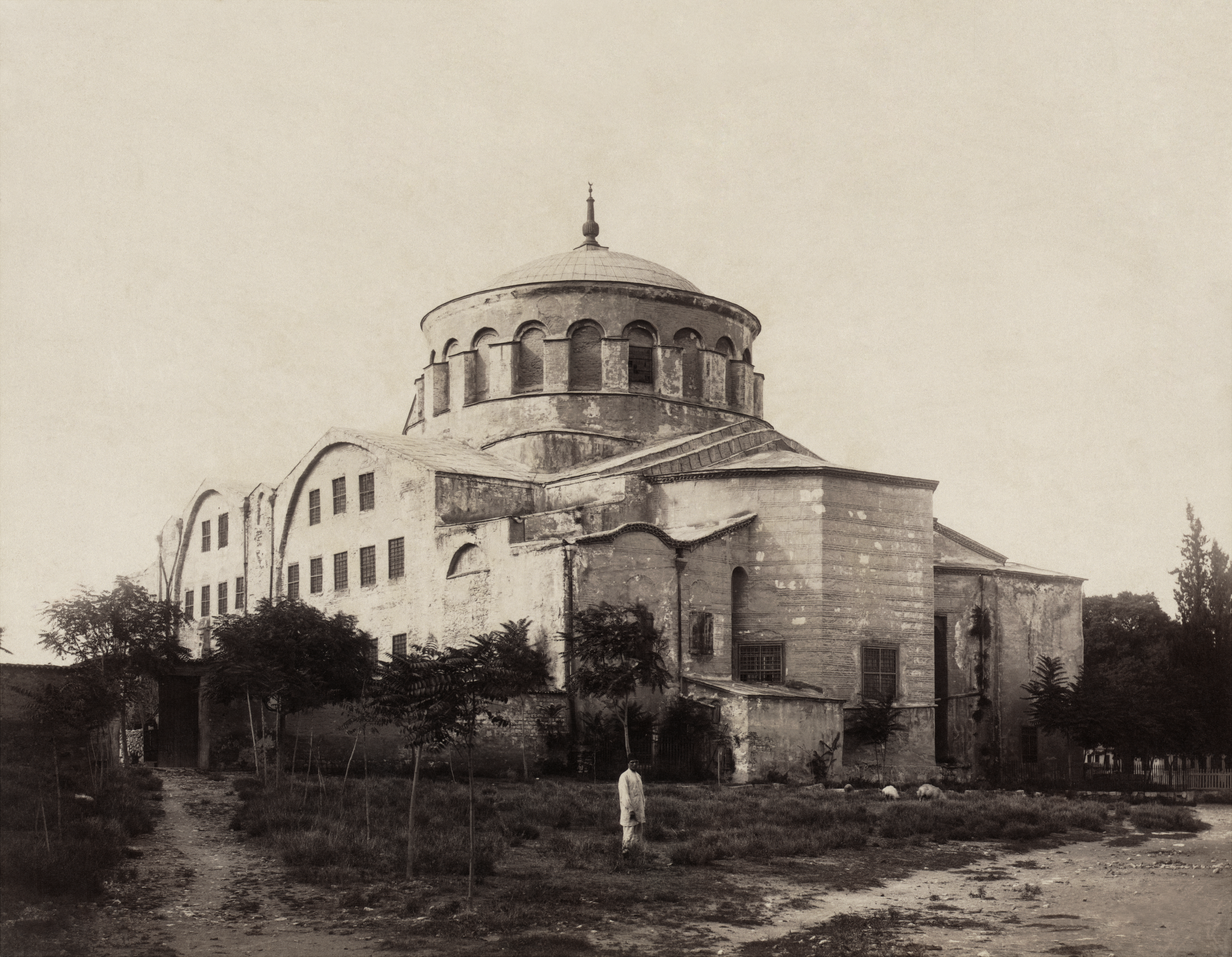
Santa Pau és una antiga església, ara un museu, a Istanbul. Encàrrec del, és la primera església construïda a Constantinoble, i té l'atri original. El 381 es va celebrar el primer Concili de Constantinoble a l'església. Malmesa per un terratrèmol al, la seva forma actual es remunta a les reparacions realitzades en aquell moment.

El concili va aprovar la forma actual del Credo de Nicea que s'utilitza en la majoria de les esglésies ortodoxes orientals. L'Església ortodoxa oriental utilitza el text del concili però amb els verbs expressant la creença en el singular: Πιστεύω (crec) en comptes de Πιστεύομεν (creiem). L'església catòlica de ritu llatí també usa el singular i, excepte en, afegeix dues frases, Deum de Deo (Déu de Déu) i Filioque (i el Fill). La forma utilitzada per l'Església apostòlica armènia, que forma part de l'ortodòxia oriental, té moltes més incorporacions. Aquest credo més complet va poder haver existit davant el Concili i probablement es va originar a partir del credo baptismal de Constantinoble.
El concili també va condemnar l'apol·linarisme, l'ensenyament que no hi havia cap ment o ànima humana en Crist. També va concedir a Constantinoble la prioritat honorífica sobre totes les esglésies, excepte Roma.
El concili no va incloure bisbes occidentals o legats romans, però va ser acceptat més tard com ecumènic a Occident.

### Primer Concili d'Efes (431)
Teodosi II va demanar al concili que resolgués la controvèrsia cristològica que envoltava el nestorianisme. Nestori, Patriarca de Constantinoble, va oposar-se al terme Theotokos (grec Η Θεοτόκος, "Portador de Déu"). Aquest terme havia estat utilitzat durant molt temps per escriptors ortodoxos, i guanyava popularitat juntament amb la devoció a Maria com Mare de Déu. Segons ensenyava, hi havia dues persones separades en el Crist encarnat, encara que si realment va ensenyar això és disputat.
El concili va deposar Nestori, va repudiar el nestorianisme i va proclamar la Mare de Déu com Theotokos.
Després de citar el Credo de Nicea en la seva forma original, com al Primer Concili de Nicea, sense les modificacions i addicions realitzades al Primer Concili de Constantinoble, va declarar que era «il·legal que qualsevol home pogués avançar, escriure, o redactar una fe diferent (ἑτέραν) com a rival a la que van establir els sants Pares reunits amb l'Esperit Sant a Nicea».

### Concili de Calcedònia (451)
El concili va repudiar la doctrina eutica del monofisisme, va descriure i delinear la "Unió hipostàtica" i les dues naturaleses de Crist, humana i divina; va adoptar la definició de Calcedònia. Per a aquells que l'accepten (ortodoxos orientals, catòlics romans i la majoria dels protestants), és el Quart Concili Ecumènic (anomenat el Segon Concili d'Efes, que va ser rebutjat per aquest concili, el "Sínode Robat" o el "Concili del Robatori").

#### Abans del concili
Al novembre de 448, un sínode a Constantinoble va condemnar Eutiques de Constantinoble per sortir de l'ortodòxia. Eutyches, arxuimandrita (abat) d'un gran monestir constantinopolità ensenyava que Crist no era consubstancial amb la humanitat.
En 449, Teodosi II va convocar un concili a Efes, on Eutiques va ser exonerat i va tornar al seu monestir. Aquest concili va ser posteriorment anul·lat pel Concili de Calcedònia i anomenat "Latrocinium" (és a dir, "el Concili del Robatori").

### Segon Concili de Constantinoble (553)
Aquest concili va condemnar certs escrits i autors que defensaven la cristologia de Nestori. Aquest moviment va ser instigat per l'emperador Justinià en un esforç per conciliar els cristians monofisites, es va oposar a Occident, i l'acceptació dels papes va causar un cisma important.

#### Els Tres capítols
Abans del Segon Concili de Constantinoble es era una controvèrsia perllongada sobre el tractament de tres subjectes, tots considerats simpàtics al nestorianisme, l'heretgia segons la qual hi ha dues persones separades en l'Encarnació de Crist. L'emperador Justinià va condemnar els Tres Capítols, amb l'esperança d'apel·lar als cristians miafisites amb el seu zel anti-nestorià. Els monofisites creien que en el Crist encarnat només hi ha una naturalesa (és a dir, divina), no dues mentre que els miaofistes creuen que les dues natures de Crist estan unides i que només es diferencien en el pensament.
Els patriarques orientals van recolzar a l'emperador, però a Occident es va ressentir la seva ingerència, i el Papa Vigili es va resistir a la seva edició sobre la base que s'oposava als decrets de Calcedònia. La política de Justinià era, de fet, un atac a la teologia antioquenya i les decisions de Calcedònia. El papa va assentir i condemnar els Tres Capítols, però les protestes a Occident van fer que retirés la seva condemna. L'emperador va cridar al Segon Concili de Constantinoble per resoldre la controvèrsia.

#### Procediments del Concili
El concili, assistit majoritàriament per bisbes orientals, va condemnar els Tres Capítols i, indirectament, al Papa Vigili. També va afirmar la intenció de Constantinoble de romandre en comunió amb Roma.

#### Després del concili
Vigili va declarar la seva presentació al Concili, igual que el seu successor, el Papa Pelagi I. El concili no va ser immediatament reconegut com a ecumènic a Occident, i Milà i Aquileia van trencar la comunió amb Roma sobre aquest tema. El cisma no va ser reparat fins a finals del segle vi amb Milà i finals del segle vii amb Aquileia.
La política de l'emperador Justinià no va conciliar els monofisites.

### Tercer Concili de Constantinoble (680–681)
El Tercer Concili de Constantinoble (680-681) repudià el monotelisme, una doctrina que havia guanyat un suport generalitzat quan es va formular el 638; el Concili va afirmar que Crist tenia voluntats tant humanes com divines.

#### El Concili Quinisext
El Concili Quinisext (= Cinquè/Sisè Concili) o el Concili de Trullo (692) no ha estat acceptat per l'Església Catòlica Romana. Com que va ser majoritàriament un concili administratiu per elevar alguns cànons locals a l'estatus ecumènic, establint principis de disciplina clerical, abordant el cànon bíblic, sense determinar matèries de doctrina, l'Església Ortodoxa Oriental no considera que sigui un concili de ple dret en la seva pròpia, considerant-lo en el seu lloc com a extensió del cinquè i sisè concilis. Va donar una sanció eclesiàstica a la Pentarquia com a govern de l'església estatal de l'Imperi Romà.

### Segon Concili de Nicea (787)
El 753 l'emperador Constantí V va convocar el Sínode de Hièria, que va declarar que les imatges de Jesús el menystenien i que les imatges de Maria i els sants eren ídols. El Segon Concili de Nicea va restaurar la veneració de les icones i va acabar amb la primera iconoclàstia.

## Esdeveniments posteriors
Al segle ix l'emperador Miquel III va deposar el patriarca Ignasi de Constantinoble i Foci I de Constantinoble fou nomenat al seu lloc. El papa Nicolau I declarà que la deposició d'Ignasi era invàlida. Després que Miquel fos assassinat, Ignasi va ser reintegrat com a patriarca sense desafiament i, en 869-870, un concili de Constantinoble, considerat ecumènic a Occident, amatemitzà Foci. Amb la mort d'Ignasi el 877, Foci esdevingué patriarca i, en 879-880, un altre concili de Constantinoble, que molts orientals consideren ecumènic, anul·lava la decisió del concili anterior.